# 柳婆

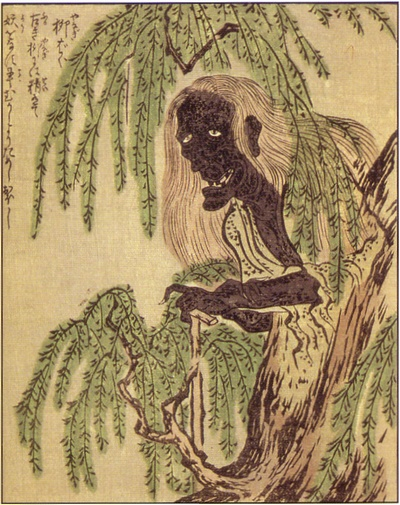
竹原春泉画『絵本百物語』より「柳婆」

柳婆（やなぎばば）は、江戸時代の奇談集『絵本百物語』にある柳の怪異。

## 概要
古書『奇談類抄』によると、かつて常陸国鹿島（現・茨城県鉾田市）に樹齢千年以上の柳の木があり、これが美女に姿を変えて人を惑わしたり、あるときには老婆に姿を変え、道を行き来する人々に声をかけたという。このように柳の古木が怪異を成すことは日本のみならず、中国の書物にも記載が多くみられる。
柳の木と老い、病気、死が関連しているという俗信は日本各地にみられ、加えて柳の枝の枝垂れる様子が女性のイメージがあることから、妖怪研究家・多田克己はこれらの要因が、柳の霊が老婆姿だという伝承を生み出したと見ている。
また『絵本百物語』では『盧全茶話』『契情買談』といった書からそれぞれ「金陵の絮柳は人を招く」「島原の柳は客を化かす」と引用し、これらに油断してはならないと戒めているが、妖怪探訪家・村上健司によれば、これらは実際の柳の怪異のみならず、水商売の女性に気を許すなとの意味も込めたものとされる。